# Lusigny-sur-Barse
Lusigny-sur-Barse è un comune francese di 1 783 abitanti situato nel dipartimento dell'Aube nella regione del Grand Est.

## Società

### Evoluzione demografica
Abitanti censiti